# Bareng (Babadan)
Bareng is een bestuurslaag in het regentschap Ponorogo van de provincie Oost-Java, Indonesië. Bareng telt 1373 inwoners (volkstelling 2010).